# Mączniak prawdziwy krzyżowych

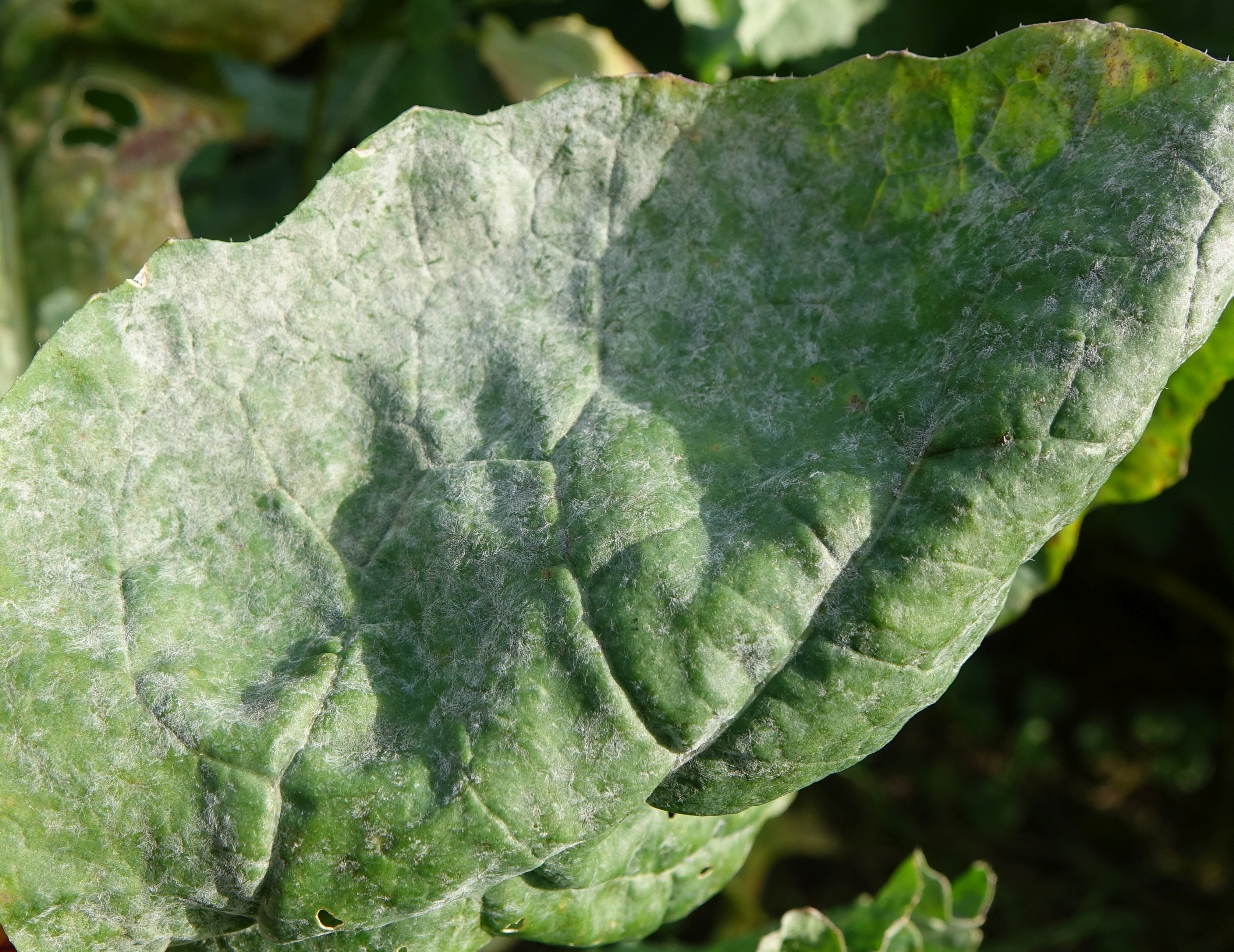
Nalot grzybni na liściu brukwi

Mączniak prawdziwy roślin krzyżowych, mączniak prawdziwy roślin kapustnych, mączniak prawdziwy kapustowatych (ang. powdery mildew of crucifers) – grzybowa choroba roślin z rodziny kapustowatych Brassicaceae (dawniej nazywanych krzyżowymi Cruciferae), wywoływana przez Erysiphe cruciferarum. Jest to choroba z grupy mączniaków prawdziwych. W zależności od atakowanych roślin używa się czasami nazw mączniak prawdziwy rzepaku, mączniak prawdziwy kapusty, mączniak prawdziwy brukselki itp.

## Występowanie i szkodliwość
Patogen wywołujący chorobę rozwija się na licznych gatunkach roślin dziko rosnących i na roślinach uprawianych zaliczanych do rodziny kapustowatych. Atakuje rzepak, różne odmiany kapusty, brukiew, rzepę.
W Polsce choroba ma niewielkie znaczenie, pojawia się bowiem późno i w niewielkim tylko stopniu obniża plon.

## Objawy
Na rzepaku na obydwu stronach liści, a czasami także na łodygach i łuszczynach, pojawia się biały, mączysty nalot. Początkowo są to oddzielne plamy, które jednak rozrastają się, zlewają z sobą, a nalot staje się coraz grubszy i wojłokowaty. Silnie porażone liście żółkną i zamierają. Czasami w białym nalocie można dostrzec czarne niewielkie punkty – są to owocniki typu klejstotecjum. Zazwyczaj porażone są tylko niektóre rośliny, czasami jednak porażenie może objąć wszystkie rośliny na plantacji. U kalafiora i kapusty głowiastej następuje chloroza porażonych liści, obumieranie i przedwczesne opadanie. Na brukselce pojawiają się białe grzybnie w górnej części pędu i fioletowe plamy na łodydze.

## Epidemiologia
Patogen zimuje na resztkach pożniwnych oraz na samosiewkach. Źródłem infekcji są głównie zarodniki konidialne powstające podczas sezonu wegetacyjnego na białej grzybni. Rozwojowi choroby sprzyja ciepła i wilgotna pogoda.

## Ochrona
Polega głównie na zapobieganiu chorobie. Dokonuje się tego poprzez:
- zaorywanie resztek pozostałych po zbiorze roślin,
- unikanie sąsiedztwa upraw jarych i ozimych,
- unikanie sąsiedztwa plantacji towarowych roślin kapustnych z plantacjami nasiennymi tych roślin{[5]
- przestrzeganie zasad odpowiedniego zmianowania, tzn. rośliny kapustne nie powinny być uprawiane na tym samym polu częściej niż co 3–4 lata[7].

W przypadku wystąpienia choroby w większym nasileniu zwalcza się ją opryskiwaniem fungicydami kontaktowymi lub systemicznymi zarejestrowanymi do zwalczania mączniaka prawdziwego.